# Peer Krage

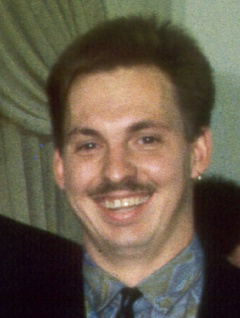
Peer Krage (1991)

Peer Krage (* 20. Januar 1968 in Berlin) ist ein deutscher Motorbootrennfahrer.

## Leben
Peer Krage ist der Sohn des Motorbootrennfahrers Hans-Georg Krage.
1984 feierte er in der 700 cm³-Klasse seine ersten Erfolge im Motorbootrennsport. Wie sein Vater wurde er Deutscher Meister in der 500 cm³- und Weltmeister in der 700 cm³-Klasse. 1994 beendete er seine Sportlaufbahn.
1990 hatte er nach zwei Jahren Ausbildung in der väterlichen Werkstatt seine Gesellenprüfung abgelegt und dann 1996 seinen Meister im Kfz-Gewerbe erlangt. 2002 übernahm er die Ende 1962 gegründete Autowerkstatt seines Vaters mit Schwerpunkt auf Porsche-Modelle in der Neuköllner Richardstraße.
2007 restaurierte er eine prototypische König BMW 500 Touring (zwei wurden davon gebaut) aus dem Besitz seines Vaters. Diese besitzt einen Vierzylinder-Zweitakt-Boxermotor aus dem Motorrennsport.
Wie sein Vater schon 1986 erhielt er 1991 das Silberne Lorbeerblatt verliehen. Sein Name ist auf der 2001 eingeweihten Gedenkanlage für Dieter König auf dem Gelände des Hafens Steglitz aufgeführt.

## Sportliche Erfolge
- 1984 Vize-Europameister 700 cm³
- 1987 Vize-Europameister 350 cm³

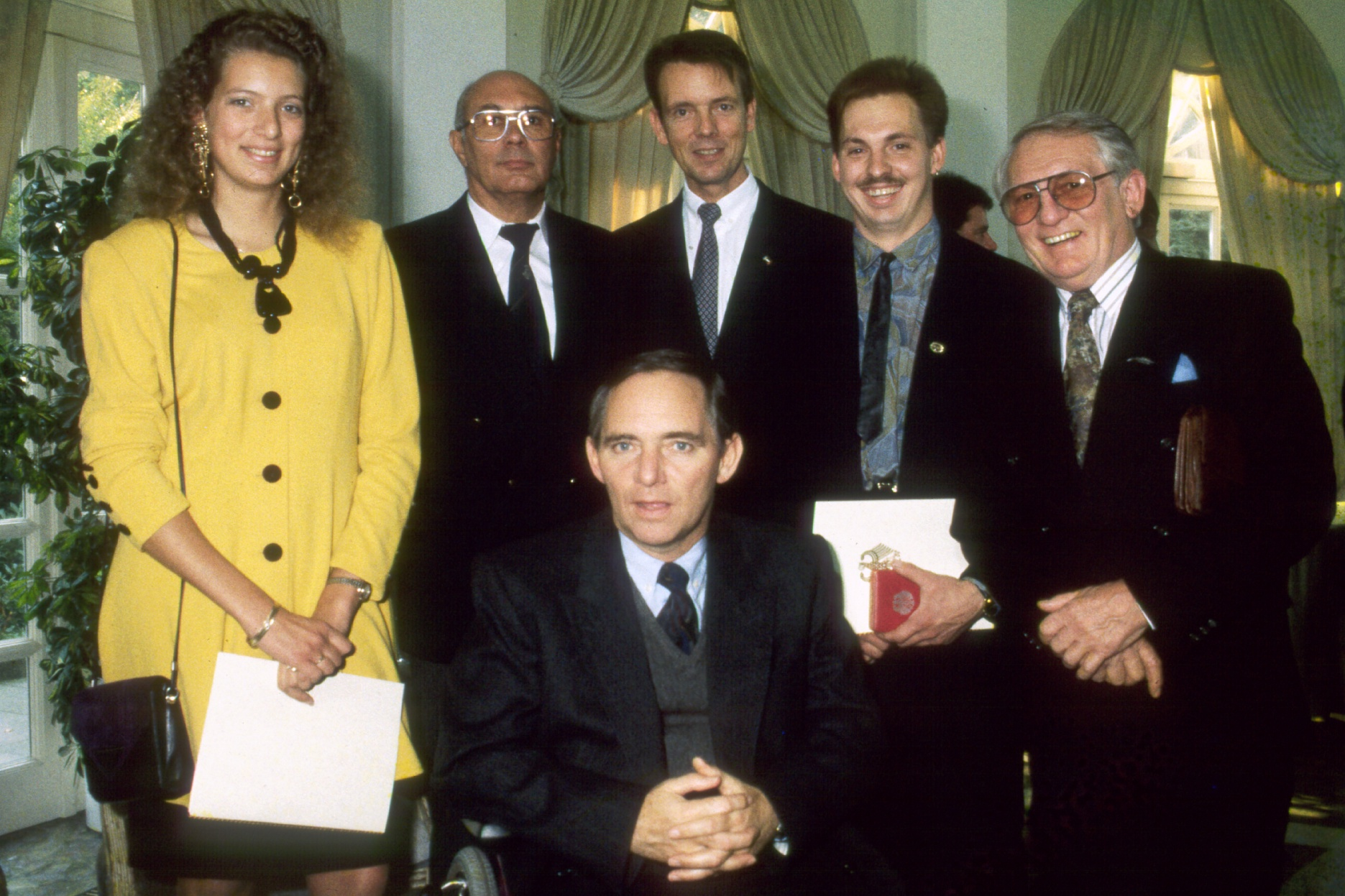
Silberlorbeerverleihung mit Peer Krage (2.v.re.), Claudia Knape (li.), Ekkehard Knape (3.v.re) und Vater Hans-Georg Krage (re.)

- 1987 Deutscher Vizemeister 350 cm³[3]
- 1987 Deutscher Vizemeister 500 cm³[4]
- 1988 Europameister 700 cm³
- 1988 Deutscher Meister 350 cm³[5]
- 1988 Deutscher Vizemeister 700 cm³[6]
- 1989 Europameister Formel 500
- 1989 Deutscher Meister 500 cm³
- 1989 Deutscher Vizemeister 350 cm³[7]
- 1990 Dritter Deutsche Meisterschaft 350 cm³
- 1990 Dritter Deutsche Meisterschaft 500 cm³
- 1990 Weltmeister 700 cm³[8]
- 1990 Vize-Europameister Formel 500
- 1990 Dritter Deutsche Meisterschaft 700 cm³
- 1991 Deutscher Vizemeister 500 cm³[9]
- 1993 Deutscher Vizemeister 500 cm³[10]

Rennboote mit Außenbordmotoren, 350 cm³ (bis 1985 Klasse OB), Formel 500 = 500 cm³ (bis 1985 Klasse OC), 700 cm³ (bis 1985 Klasse OD)